# Лучиняно
Лучиня̀но (на италиански: Lucignano) е малко градче и община в централна Италия, провинция Арецо, регион Тоскана. Разположено е на 162 m надморска височина. Населението на общината е 15 777 души (към 2010 г.).